# Air Battalion Royal Engineers
Air Battalion Royal Engineers (ABRE) var en föregångare till Royal Flying Corps, som i sin tur var föregångare till Royal Air Force. Det var den första militära enheten i Storbritanniens försvarsmakt som tog flygplan i bruk.
Bataljonen upprättades 1911 som en vidareutveckling av School of Ballooning grundat 1888. Enheten bestod av två kompanier och ett huvudkvarter vid Farnborough. 1:a kompaniet fokuserade på luftskepp och ballonger medan 2:a kompaniet använde flygplan.
I oktober 1911 använde italienska styrkor flyg i Libyen under Italiensk-turkiska kriget. Detta ledde fram till brittiska försvarsmaktens intresse för att etablera en flygkår. 